# Вулиця Арама (Єреван)
Вулиця Арама (вірм. Արամի փողոց) — вулиця в центральній частині Єревана. Вулиця носить ім'я політичного діяча Першої Республіки Вірменії Арама Манукяна, який у період з 1918 по 1919 рік обіймав посади міністра внутрішніх справ, праці та оборони.

## Цікаві факти
Вулиця Арама починається від вулиці Ханджяна, на перетині з якою знаходиться найбільший блошиний ринок Єревана, Вернісаж, і закінчується біля головного відділення Пошти Вірменії. У роки перебування Вірменії у складі Російської Імперії вулиця називалася Царською.
Є однією з найстаріших вулиць сучасного Єревана і однією з небагатьох, на яких збереглися дорадянські будівлі. Однак центральне розташування вулиці робить її привабливою для інвесторів, які в 2000-ні роки купували землі і будівлі на вулиці Арама і там розгортали будівельні роботи, що призвело до масового знищення історичної забудови.
Арам Манукян жив у будинку № 9, який не зберігся, однак відновлення будинку є частиною програми «Новий Єреван».

## Об'єкти
На вулиці Арама знаходяться наступні об'єкти:
- Один з корпусів урядових будівель
- Парк хачкарів і пам'ятник Гарегіну Нжде
- Станція метро «Площа Республіки»

## Транспорт
Вулиця є односторонньою пішохідно-транспортною, з двома смугами. На вулиці знаходиться станція метро «Площа Республіки». Вулиця закрита для автобусів та інших видів громадського транспорту.

## Галерея

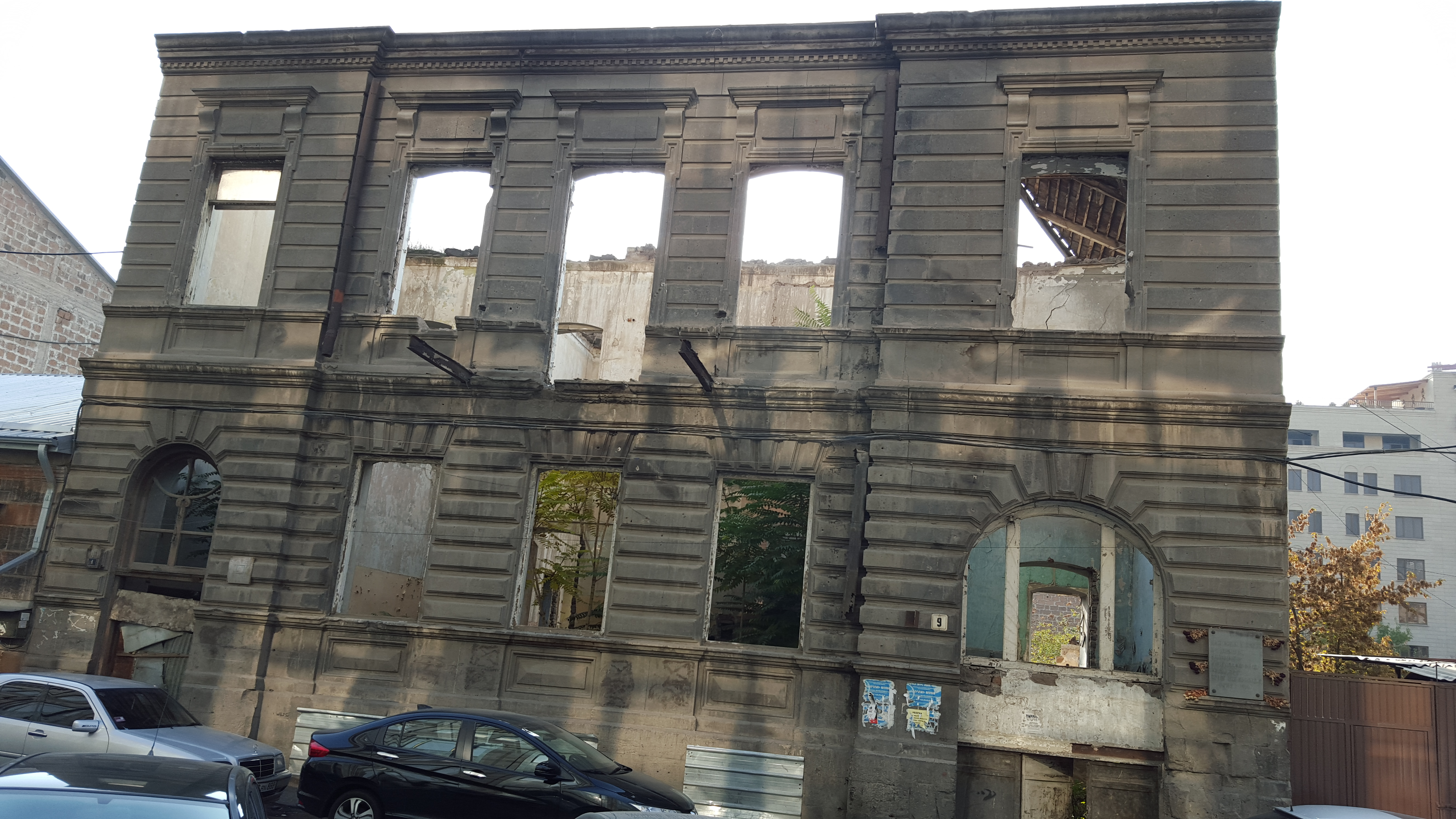
Одна з історичних пам'яток, втрачених у 2000-ні роки
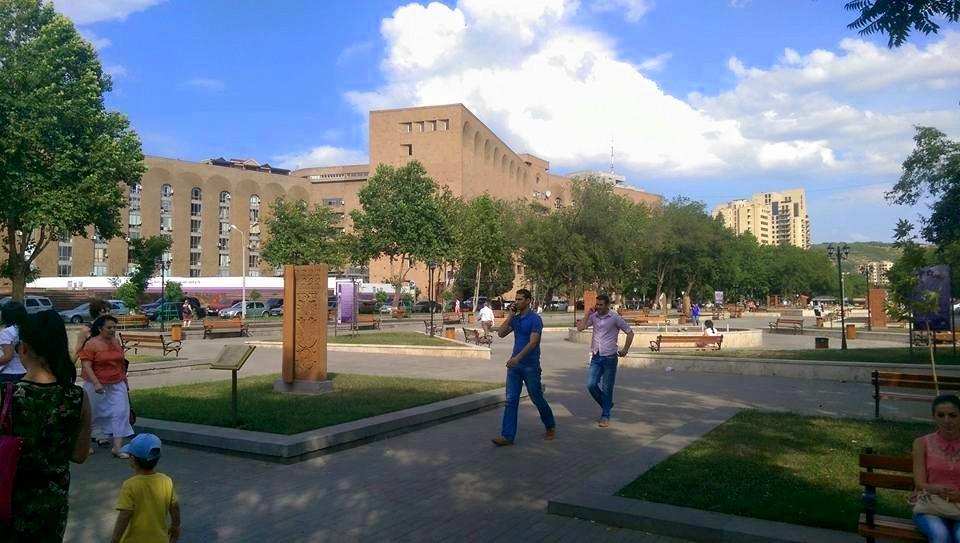
Парк хачкарів. На задньому плані — Урядова будівля номер 3
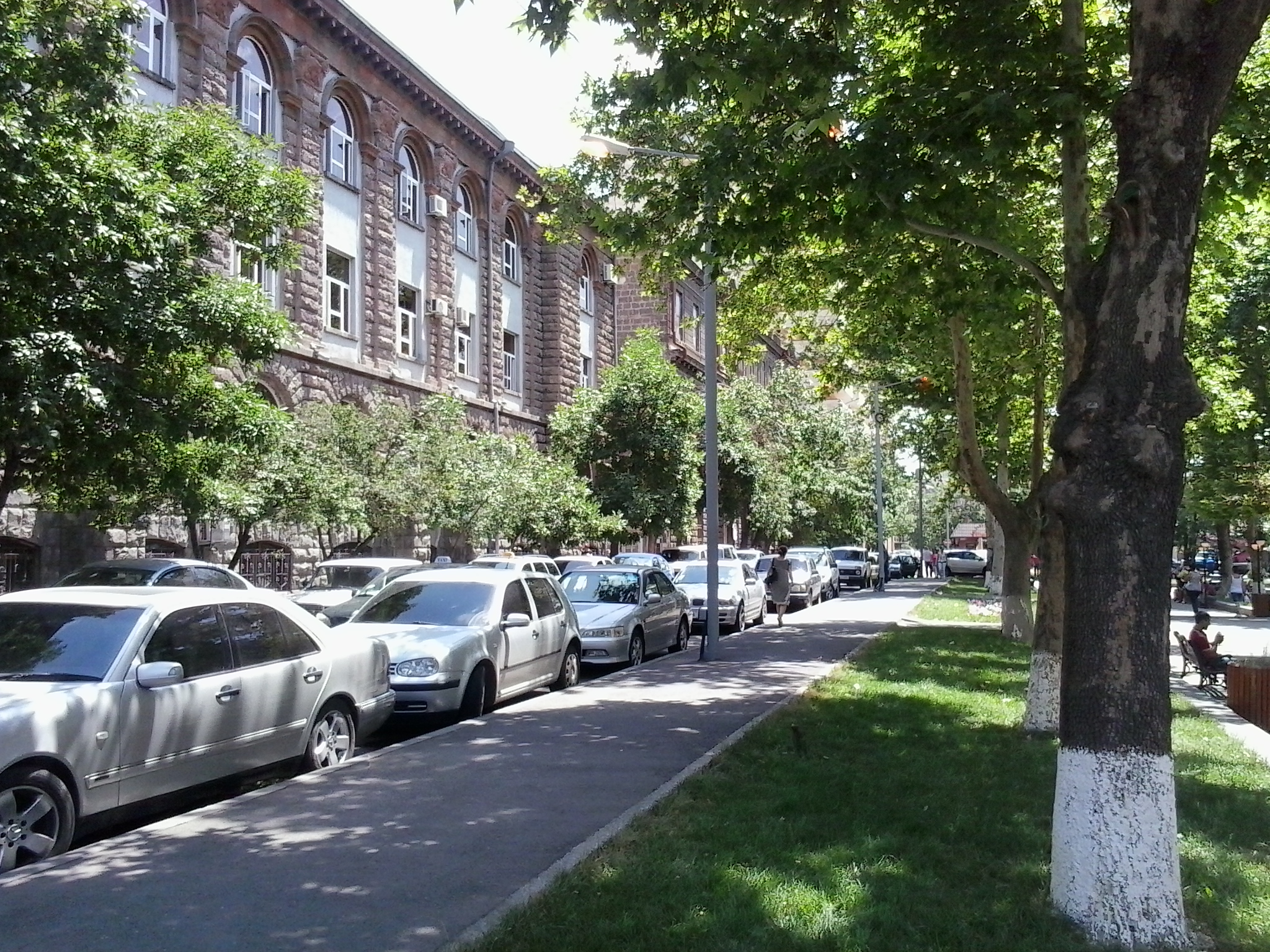
Будівля Науково-дослідного центру охорони здоров'я матері і дитини
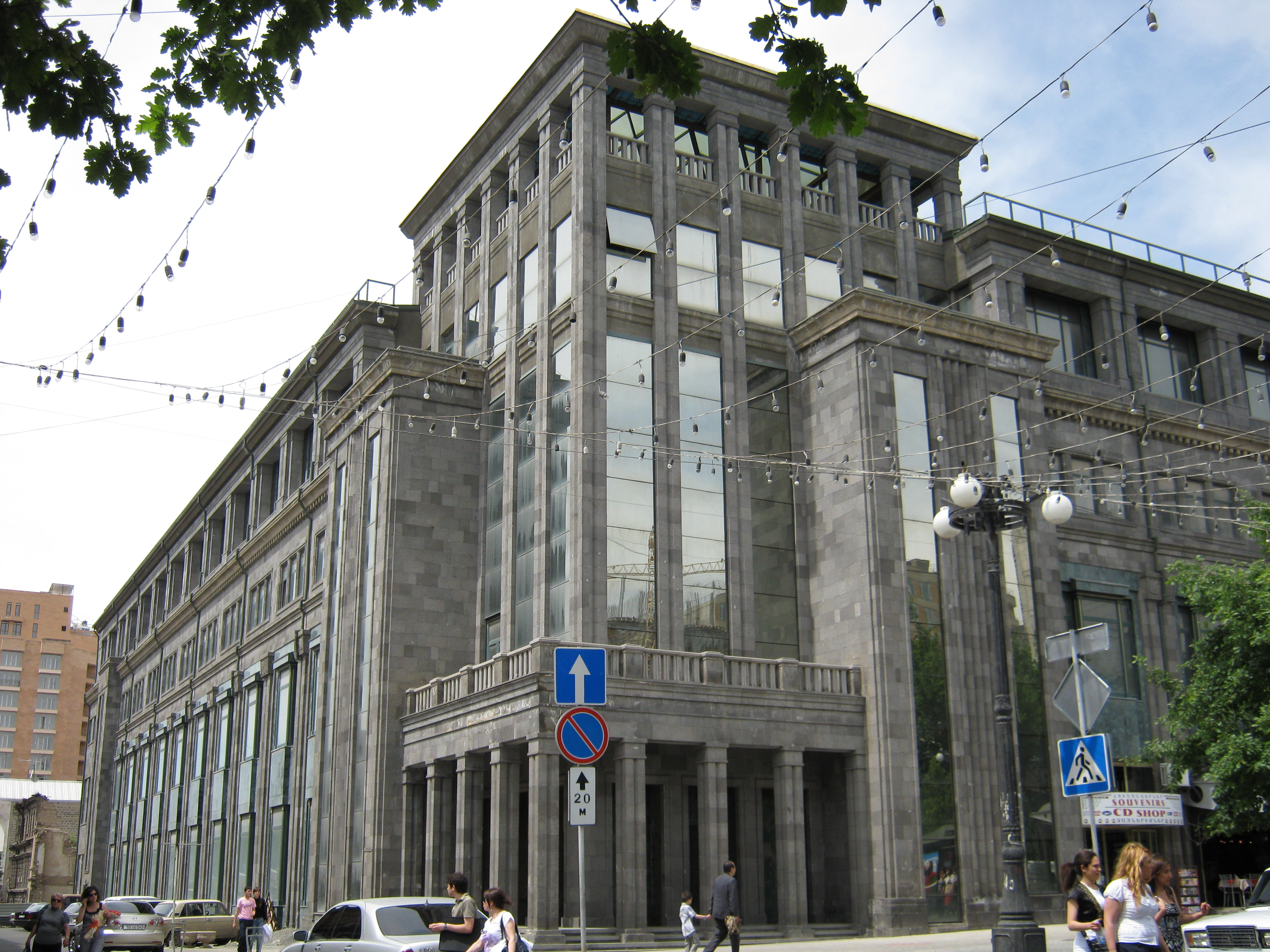
Торговий центр
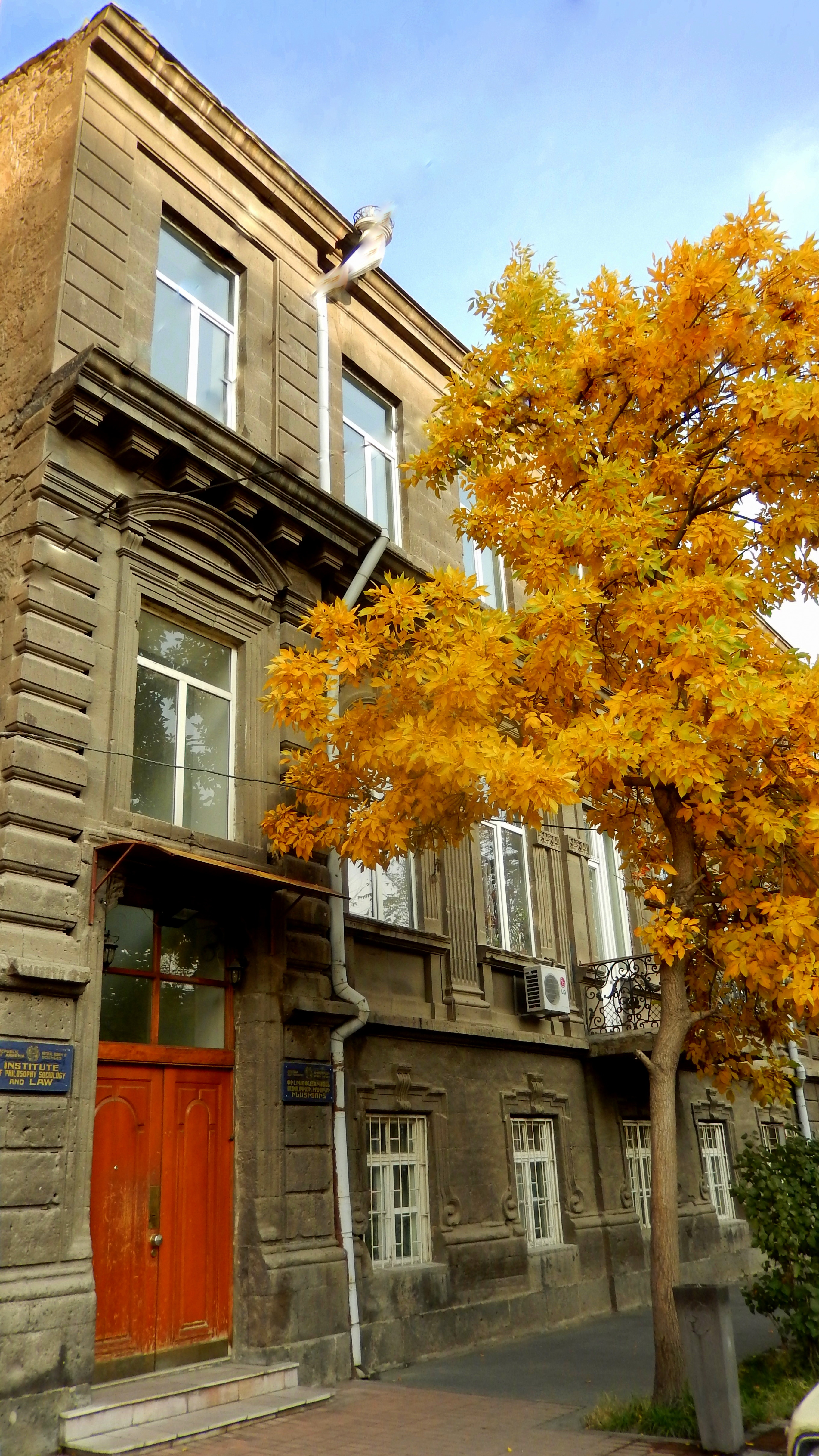
Інститут філософії, соціології і права
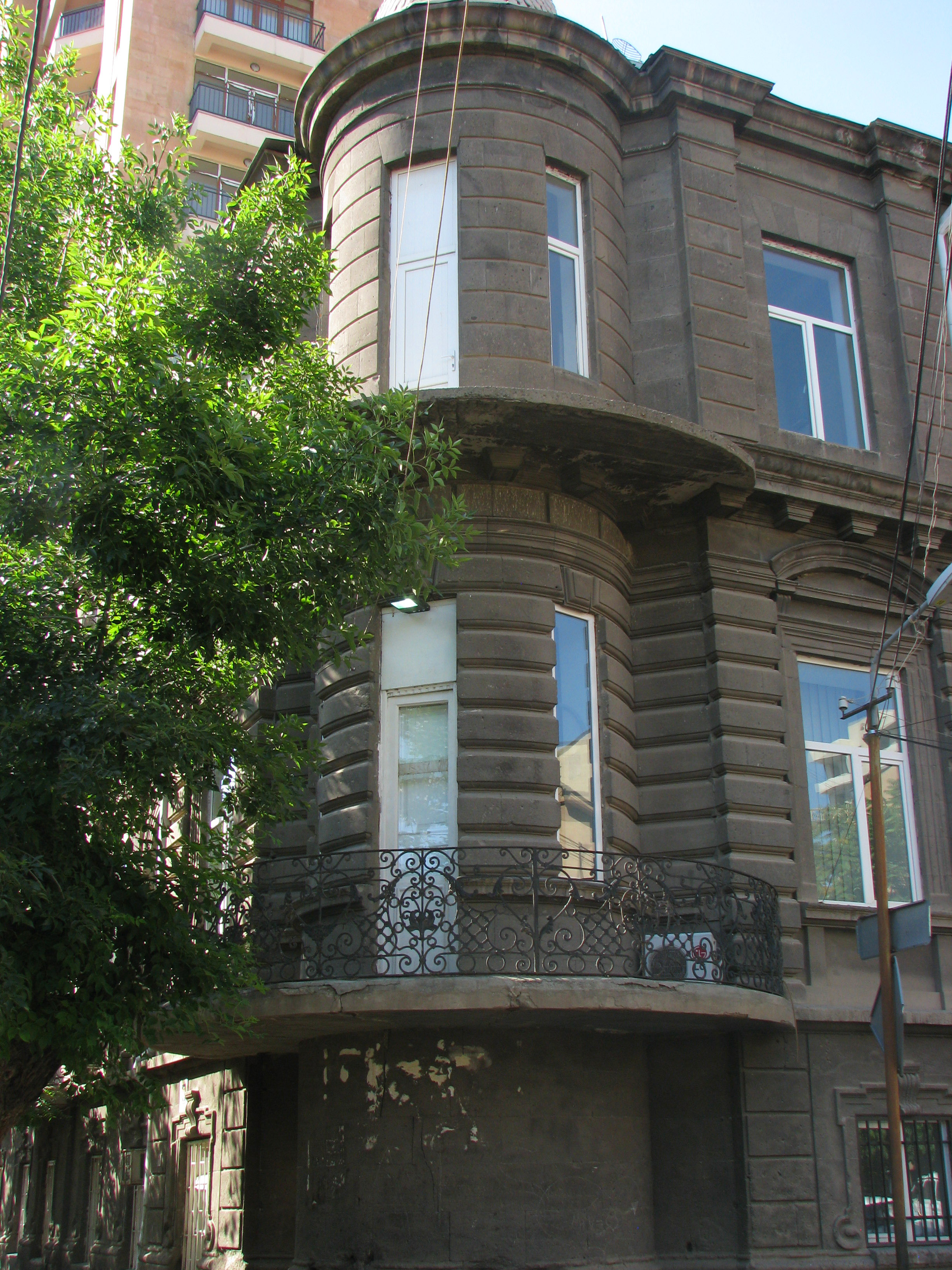
Один із старих будинків на вулиці
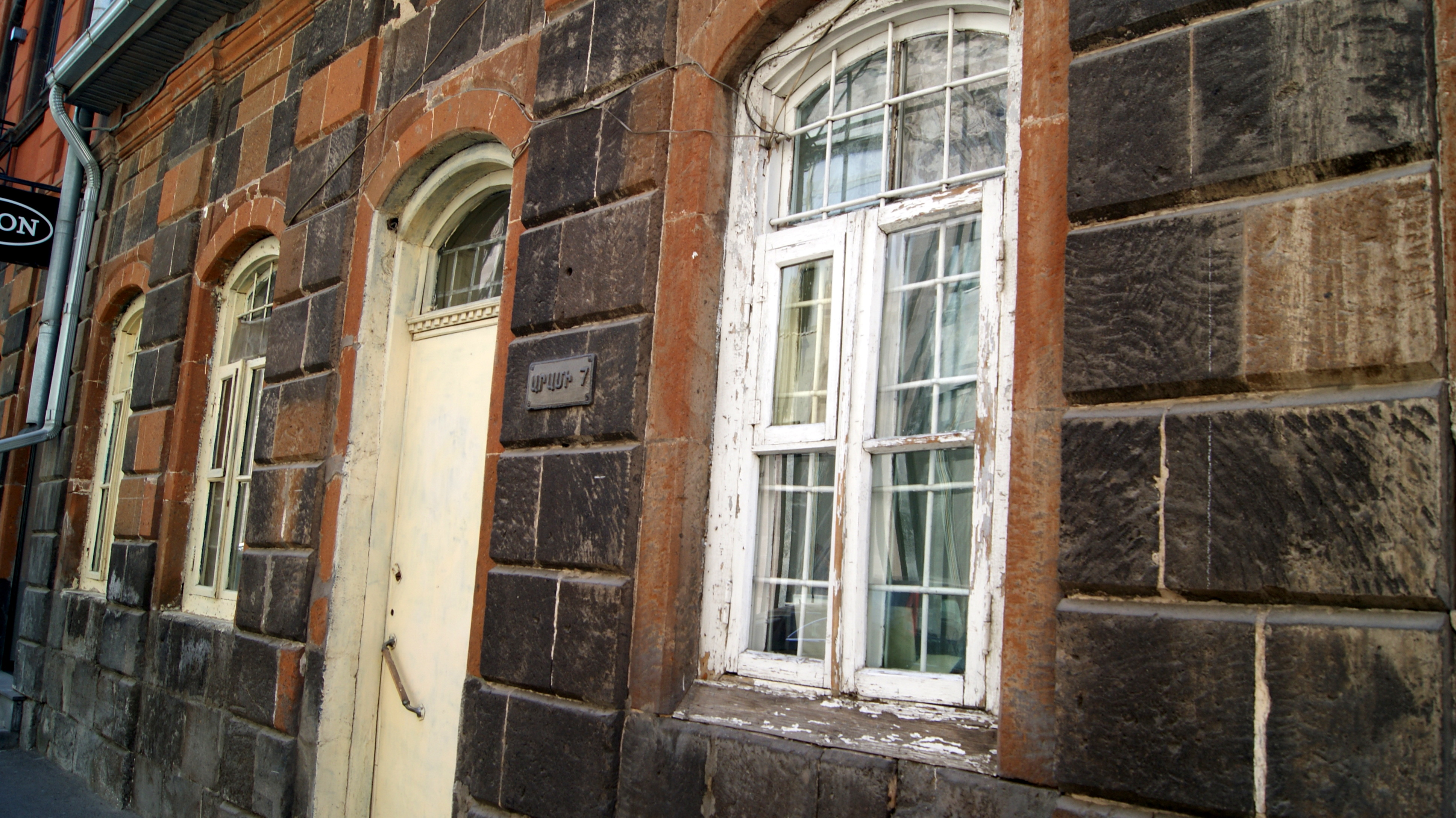
Житловий будинок на вулиці Арама